# Dohrniphora gaimarii
Dohrniphora gaimarii är en tvåvingeart som beskrevs av Brown och Giar-Ann Kung 2007. Dohrniphora gaimarii ingår i släktet Dohrniphora och familjen puckelflugor.
Artens utbredningsområde är Bolivia. Inga underarter finns listade i Catalogue of Life.